# Castilloa ulei
Castilloa ulei är en mullbärsväxtart som beskrevs av Otto Warburg. Castilloa ulei ingår i släktet Castilloa och familjen mullbärsväxter. Inga underarter finns listade i Catalogue of Life.